# Andrew Z. McCarty
Andrew Zimmerman McCarty (* 14. Juli 1808 in Rhinebeck, New York; † 23. April 1879 in Pulaski, New York) war ein US-amerikanischer Jurist und Politiker. Zwischen 1855 und 1857 vertrat er den Bundesstaat New York im US-Repräsentantenhaus.

## Werdegang
Andrew Zimmerman McCarty wurde ungefähr vier Jahre vor dem Ausbruch des Britisch-Amerikanischen Krieges im Dutchess County geboren. Er studierte Jura. Nach dem Erhalt seiner Zulassung als Anwalt 1831 begann er in Pulaski zu praktizieren. Zwischen 1840 und 1843 war er County Clerk im  Oswego County. Er saß 1846 und 1847 in der New York State Assembly. Politisch gehörte er der Opposition Party an.
Bei den Kongresswahlen des Jahres 1854 für den 34. Kongress wurde McCarty im 22. Wahlbezirk von New York in das US-Repräsentantenhaus in Washington, D.C. gewählt, wo er am 4. März 1855 die Nachfolge von Henry C. Goodwin antrat. Er schied nach dem 3. März 1857 aus dem Kongress aus.
Nach seiner Kongresszeit ging er in Pulaski wieder seiner Tätigkeit als Jurist nach. Zwischen 1875 und 1879 war er als Register of Bankruptcy tätig. Er starb am 23. April 1879 in Pulaski und wurde auf dem Stadtfriedhof beigesetzt.